# U-665
| U-665                      | U-665                                                          | U-665                                                          |
| -------------------------- | -------------------------------------------------------------- | -------------------------------------------------------------- |
|                            |                                                                |                                                                |
|                            |                                                                |                                                                |
|                            |                                                                |                                                                |
| Під прапором               | Третій рейх                                                    | Третій рейх                                                    |
| Спуск на воду              | 9 червня 1942 року                                             | 9 червня 1942 року                                             |
| Виведений зі складу флоту  | 23 березня 1943 року                                           | 23 березня 1943 року                                           |
| Сучасний статус            | затоплений                                                     | затоплений                                                     |
| Проєкт                     |                                                                |                                                                |
| Тип ПЧ                     | Торпедний ДПЧ                                                  | Торпедний ДПЧ                                                  |
| Основні характеристики     |                                                                |                                                                |
| Швидкість (надводна)       | 17,7 вузла                                                     | 17,7 вузла                                                     |
| Швидкість (підводна)       | 7,6 вузла                                                      | 7,6 вузла                                                      |
| Робоча глибина занурення   | 100 м                                                          | 100 м                                                          |
| Гранична глибина занурення | 220 м                                                          | 220 м                                                          |
| Екіпаж                     | 46 осіб                                                        | 46 осіб                                                        |
| Розміри                    |                                                                |                                                                |
| Довжина найбільша (по КВЛ) | 67,1 м                                                         | 67,1 м                                                         |
| Ширина корпусу найб.       | 6,2 м                                                          | 6,2 м                                                          |
| Висота                     | 9,6 м                                                          | 9,6 м                                                          |
| Середня осадка (по КВЛ)    | 4,70 м                                                         | 4,70 м                                                         |
| Водотоннажність надводна   | 769 т                                                          | 769 т                                                          |
| Озброєння                  |                                                                |                                                                |
| Артилерія                  | одна палубна гармата калібру 88-мм, одна 20-мм зенітна гармата | одна палубна гармата калібру 88-мм, одна 20-мм зенітна гармата |
| Торпедно- мінне озброєння  | 4 носових і один кормовий ТА. 14 торпед                        | 4 носових і один кормовий ТА. 14 торпед                        |

U-665 — німецький підводний човен типу VIIC, часів  Другої світової війни.
Замовлення на будівництво човна було віддане 15 серпня 1940 року. Човен був закладений на верфі суднобудівної компанії «Howaldtswerke Hamburg AG» у Гамбурзі 10 червня 1941 року під заводським номером 814, спущений на воду 9 червня 1942 року, 22 липня 1942 року увійшов до складу 5-ї флотилії. Також за час служби перебував у складі 1-ї флотилії. Єдиним командиром човна був оберлейтенант-цур-зее Ганс-Юрген Гаупт.
Човен зробив 1 бойовий похід, в якому потопив 1 судно.
Зник безвісти після 22 березня 1943 року в Біскайській затоці західніше Сен-Назер. Всі 46 членів екіпажу вважаються зниклими безвісти.

## Потоплені та пошкоджені кораблі[3]
| Назва           | Тип                | Належність      | Дата            | Тоннаж (БРТ) | Вантаж             | Статус    | Місце                                                       |
| Fort Cedar Lake | суховантажне судно | Велика Британія | 17 березня 1943 | 7 134        | Генеральні вантажі | потоплено | 52°14′ пн. ш. 32°15′ зх. д. / 52.233° пн. ш. 32.250° зх. д. |